# Монастир шариток (Луцьк)
Монастир шариток — пам'ятка архітектури національного значення, розташована на вулиці Кафедральній, 17-19, в історико-культурному заповіднику «Старий Луцьк». Будівлі, де розміщувався монастир, належали кафедральному костелу Святої Трійці і були споруджені у XVI ст. та перебудовані у XVIII. Монастир шариток був частково розміщений у колишніх кафедральних спорудах костелу. «Монастир шариток» є просто назвою будинків за адресою Кафедральна, 17 та 19, і не відображає найдавнішого чи хронологічно найдовшого призначення будівель.

## Історія
У 1427 році Вітовт переніс католицьку кафедру із Володимира в Луцьк. В цей час був збудований костел Святої Трійці. У 1545 році за сприяння луцького єпископа Юрія Фальчевського був споруджений новий костел і кілька кам'яниць навколо нього для потреб кафедри.
У 1781 році костел згорів і не міг бути відбудованим. Натомість відбудування зазнали кафедральні приміщення. Наново відбудованим виявилася східна частина споруд. Зараз це вул. Кафедральна, 19. У чотирьох кімнатах нового корпусу розмістилася шляхетська школа, створена на базі єзуїтського колегіуму та Троїцької латинської школи, а іншу частину приміщення (західну — Кафедральна, 17) займав притулок для старців та калік.

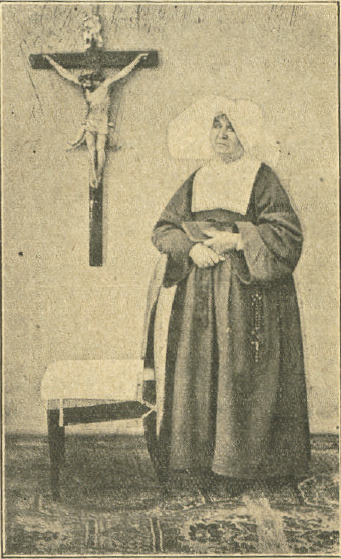
Йоанна Ясинська

У 1782 році за фундаторства шляхтянки Юзефи Поляновської поряд із колишніми кафедральними спорудами був зведений сиротинець для дівчат «Ангеліка». У притулку вона утримувала до 70 чоловік.
У 1829 році єпископ Каспер Цецишовський скерував до Луцька представниць ордену шариток. Для опіки їм одразу був переданий сиротинець «Ангеліка» та шпиталь для старців. Діяльність шариток зосереджувалася навколо догляду за людьми у цих установах та їхнього виховання. Іншу частину приміщення продовжувала займати школа. Деякий час тут діяла гімназія. У ній викладав Пантелеймон Куліш. З 1860 р. почало діяти початкове училище, де бував Тадеуш Чацький.
В середині XIX століття російська влада активно боролася проти католицизму на Волині, внаслідок чого було закрито дуже багато монастирів та костелів. Те саме спіткало і монастир шариток. У 1866 році він був скасований. Разом із ним була скасована шляхетська школа. Останньою настоятелькою луцьких шариток була Йоанна Ясинська.
У 1917 році за старання організації Польської Шкільної Матері в Луцьку була утворена загальна школа ім. Королеви Ядвіги. Вона частково займала приміщення колишнього монастиря шариток. У 1921 році тут також тимчасово була розміщена Торгова школа.

## Сьогодні

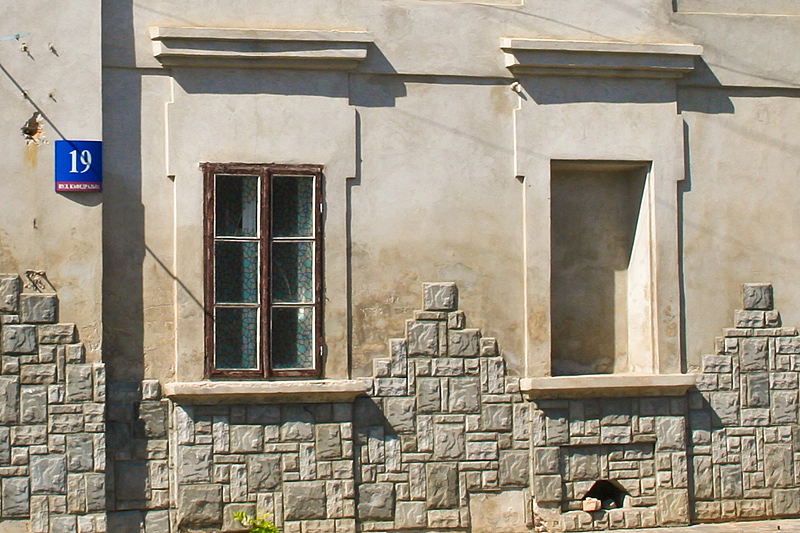
Вікна корпусу XVIII ст.

На початку 1990-х будівлю зайняло єпархіальне управління римо-католицької церкви в Луцьку. Тут знаходиться резиденція єпископа Маркіяна Трофим'яка. Крім того, тут діє мальтійська служба допомоги.

### Архітектура
П-подібний будинок монастиря шариток складається із двох частин:
- Ліве (західне) крило — вул. Кафедральна, 17 — збудоване в XV—XVI ст. На куті споруди з півночі міститься чотиригранний ризаліт, який всередині має кімнату та маленьке вікно.

- Праве (східне) крило — вул. Кафедральна, 19 — загалом наслідок перебудови після пожежі XVIII ст. Північну стіну підпирають контрфорси. Стіни оздоблені пілястрами, вікна мають наличники, підвіконні та надвіконні карнизи[3]. Зі сходу прибудований одноповерховий будинок.

З північного боку посередині є п'ятигранний ризаліт, який нагадує вежу.

## Фото

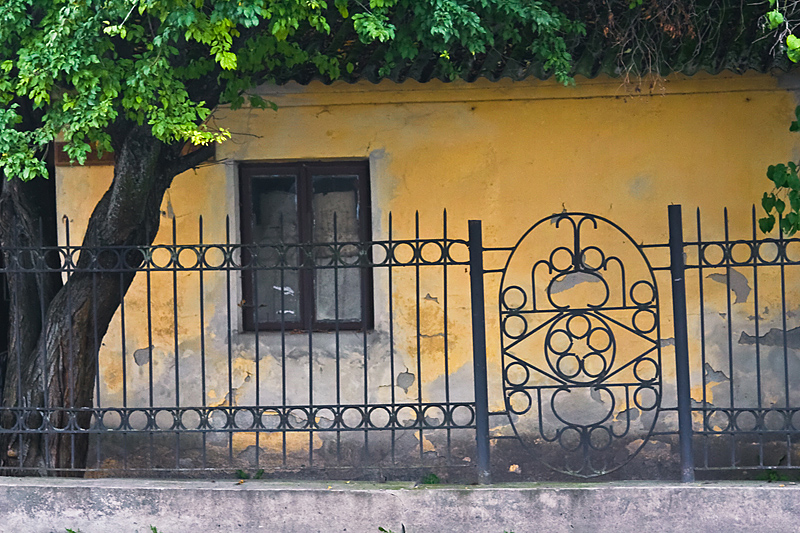
Прибудова
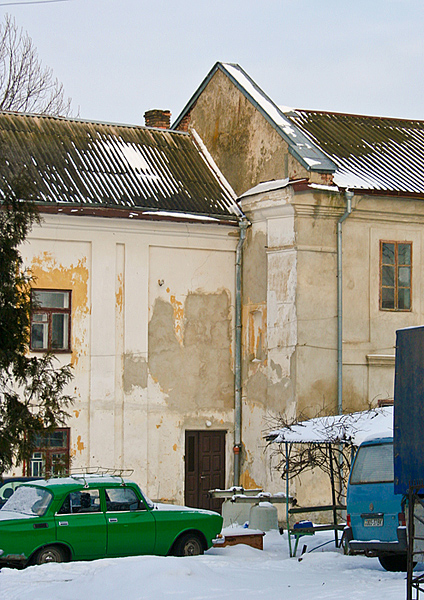
Місце з'єднання лівого і правого корпусів
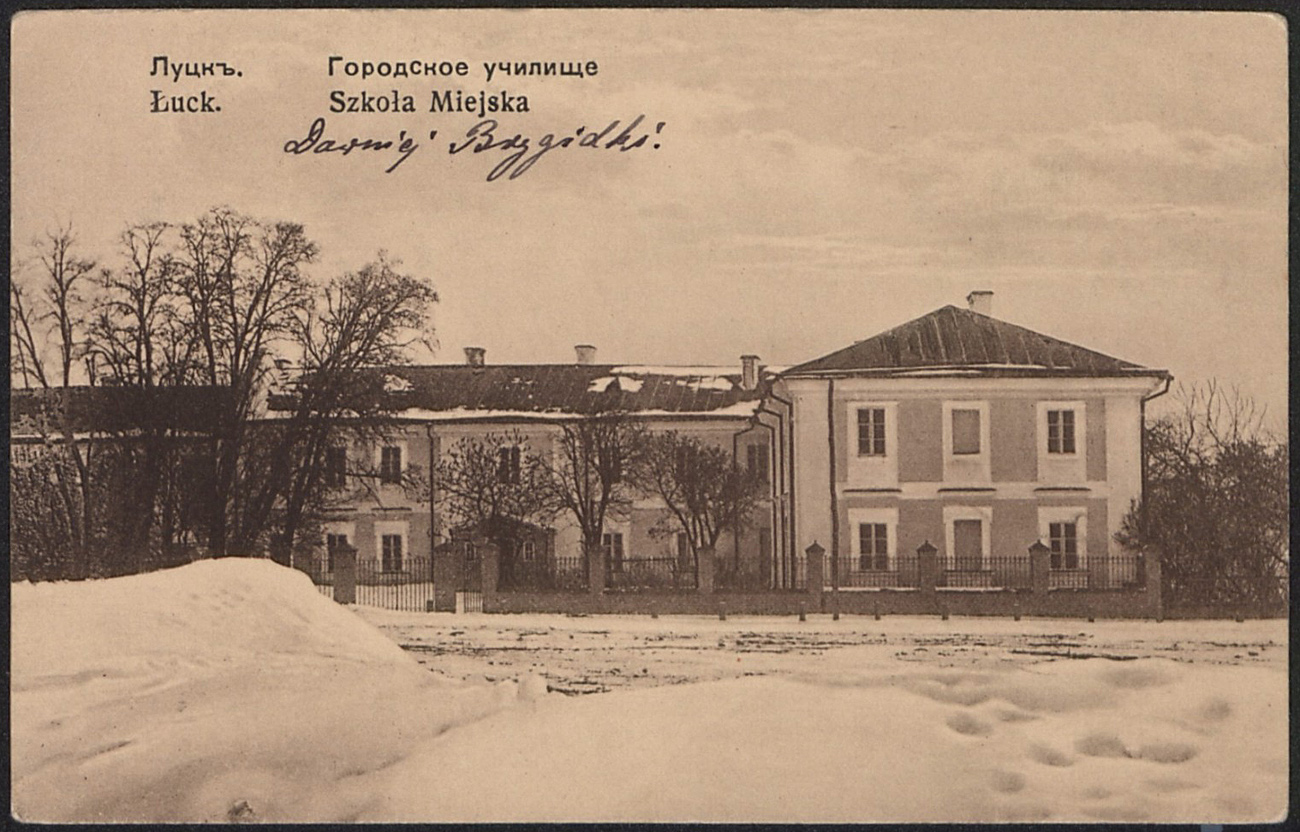
Фото початку XX ст.
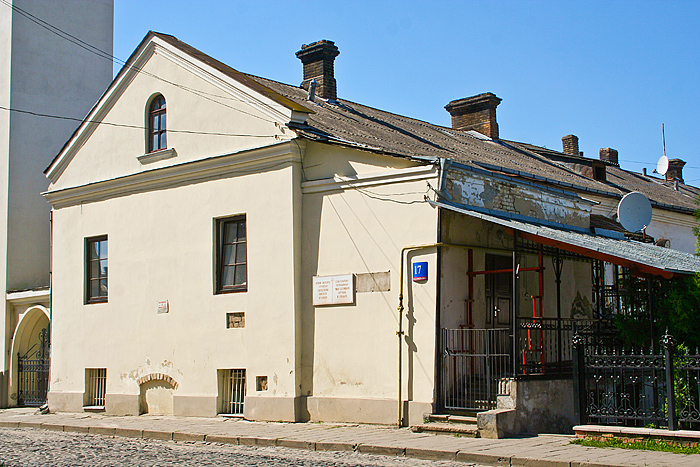
Старіше ліве крило